# Chelles
Chelles è un comune francese di 53 090 abitanti situato nel dipartimento di Senna e Marna nella regione dell'Île-de-France.
I suoi abitanti si chiamano Chellois.
È stata sede, fino alla Rivoluzione francese, della famosa omonima abbazia, fondata nel VII secolo da santa Batilde, regina dei Neustria, moglie di Clodoveo I.

## Società

### Evoluzione demografica
Abitanti censiti

## Amministrazione

### Gemellaggi
- Lindau (Bodensee)